# Пауел Ривер (Британска Колумбија)
Пауел Ривер (енгл. Powell River) је град у Канади у покрајини Британска Колумбија. Према резултатима пописа 2011. у граду је живело 13.165 становника.

## Становништво
Према резултатима пописа становништва из 2011. у граду је живело 13.165 становника, што је за 1,6% више у односу на попис из 2006. када је регистровано 12.957 житеља.
| 2006.  | 2011.  |
| ------ | ------ |
| 12.957 | 13.165 |